# Pat Dunne
Pat Dunne (Dublino, 9 febbraio 1943 – 25 settembre 2015) è stato un calciatore irlandese, di ruolo portiere.

## Carriera

### Club
Ingaggiato in patria dagli inglesi dell'Everton come giovane promessa, torna nel 1962 in Irlanda per giocare nello Shamrock Rovers. Con i Rovers vinse la A Division 1963-1964 (Irlanda).
Oltre al titolo nel 1964 Courtney con i Rovers vinse due FAI Cup, due League of Ireland Shield, una Dublin City Cup e la Leinster Senior Cup.
Nel 1964 torna in Inghilterra ingaggiato dal Manchester Utd per £10.500, con cui vince nella sua stagione d'esordio il campionato. Vince nel 1965 la FA Charity Shield, giocando l'incontro contro il Liverpool.
Nel febbraio 1967 Dunne viene ceduto ai cadetti del Plymouth per £5.000.
Nell'estate 1967 Dunne fu aggregato ai Shamrock Rovers che si apprestava a disputare il campionato nordamericano organizzato dalla United Soccer Association: accadde infatti che tale campionato fu giocato da formazioni europee e sudamericane per conto delle franchigie ufficialmente iscritte al campionato, che per ragioni di tempo non avevano potuto allestire le proprie squadre. Lo Shamrock rappresentò i Boston Rovers, e chiuse al sesto ed ultimo posto della Eastern Division, con 2 vittorie, 3 pareggi e 7 sconfitte, non qualificandosi per la finale (vinta dai Los Angeles Wolves, rappresentati dai Wolverhampton).
Con il suo club retrocedette in terza serie al termine della Second Division 1967-1968, pur venendo eletto miglior giocatore stagionale del club.
Nel 1970 ritorna allo Shamrock Rovers, con cui perde la A Division 1970-1971 (Irlanda) a seguito dello spareggio contro i Cork Hibernians, con cui i Rovers erano arrivati a pari merito in campionato. Dunne rimarrà in forza ai Rovers sino al 1978, con un totale di 158 presenze, vincendo la Coppa di Lega 1976-1977 e la Coppa d'Irlanda 1977-1978.
Dopo un biennio nelle vesti di allenatore-giocatore al Thurles Town, sempre nella massima serie irlandese, ed un passaggio ai Bray Wanderers chiude la carriera nello Shelbourne nella stagione 1980-1981, sempre come allenatore-giocatore.
Nel 2004 diventa allenatore dei portieri per lo Shamrock Rovers.

### Nazionale
Ha giocato cinque incontri con la nazionale dell'Irlanda tra il 1965 ed il 1966.

#### Cronologia presenze e reti in Nazionale
| Cronologia completa delle presenze e delle reti in nazionale ― Irlanda | Cronologia completa delle presenze e delle reti in nazionale ― Irlanda | Cronologia completa delle presenze e delle reti in nazionale ― Irlanda | Cronologia completa delle presenze e delle reti in nazionale ― Irlanda | Cronologia completa delle presenze e delle reti in nazionale ― Irlanda | Cronologia completa delle presenze e delle reti in nazionale ― Irlanda | Cronologia completa delle presenze e delle reti in nazionale ― Irlanda | Cronologia completa delle presenze e delle reti in nazionale ― Irlanda |
| Data                                                                   | Città                                                                  | In casa                                                                | Risultato                                                              | Ospiti                                                                 | Competizione                                                           | Reti                                                                   | Note                                                                   |
| ---------------------------------------------------------------------- | ---------------------------------------------------------------------- | ---------------------------------------------------------------------- | ---------------------------------------------------------------------- | ---------------------------------------------------------------------- | ---------------------------------------------------------------------- | ---------------------------------------------------------------------- | ---------------------------------------------------------------------- |
| 5-5-1965                                                               | Dublino                                                                | Irlanda                                                                | 1 – 0                                                                  | Spagna                                                                 | Qual. mondiali 1966                                                    | -                                                                      |                                                                        |
| 27-10-1965                                                             | Siviglia                                                               | Spagna                                                                 | 4 – 1                                                                  | Irlanda                                                                | Qual. mondiali 1966                                                    | -4                                                                     |                                                                        |
| 10-11-1965                                                             | Parigi                                                                 | Irlanda                                                                | 0 – 1                                                                  | Spagna                                                                 | Qual. mondiali 1966                                                    | -1                                                                     |                                                                        |
| 4-5-1966                                                               | Dublino                                                                | Irlanda                                                                | 0 – 4                                                                  | Germania                                                               | Amichevole                                                             | -4                                                                     |                                                                        |
| 16-11-1966                                                             | Dublino                                                                | Irlanda                                                                | 2 – 1                                                                  | Turchia                                                                | Qual. europei 1968                                                     | -1                                                                     |                                                                        |
| Totale                                                                 |                                                                        | Presenze                                                               | 5                                                                      |                                                                        | Reti                                                                   | -10                                                                    |                                                                        |

## Palmarès

### Club
- Campionato irlandese: 1

Shamrock Rovers: 1964
- Coppa d'Irlanda: 8

Shamrock Rovers: 1962, 1964,   1965, 1966, 1967, 1968, 1969, 1977-1978
- League of Ireland Shield: 5

Shamrock Rovers: 1963, 1964,   1965, 1966, 1968
- Dublin City Cup: 2

Shamrock Rovers: 1964
- Leinster Senior Cup: 2

Shamrock Rovers: 1964
- Campionato inglese: 1

Manchester Utd: 1964-1965
- Charity Shield: 1

Manchester Utd: 1965
- Coppa di Lega irlandese: 1

Shamrock Rovers: 1976-1977